# Never Give Up on You
Never Give Up on You é uma canção da cantora Lucie Jones. Foi com esta canção que a cantora representou o Reino Unido no Festival Eurovisão da Canção 2017.